# Senator (együttes)
A Senator egy rövid életű magyar rockegyüttes volt az 1980-as évek közepén. Som Lajos (a Piramis megszűnése után) és Szekeres Tamás alapította 1985-ben. Az alapító tagok: Gigor Károly, Som Lajos, Szekeres Tamás, Takáts Tamás, Varga László, a zeneszövegeket pedig Horváth Attila írta.

## Tagok
- Gigor Károly - dob, ütőhangszerek
- Som Lajos - basszusgitár
- Szekeres Tamás - gitár, vokál
- Takáts Tamás - ének
- Varga László - billentyűs hangszerek

1985 végén Szekeres Tamás helyét Fehér Attila (gitár) vette át.

## Diszkográfia
- Senator (LP, 1985, az eredeti felállásban)